# برونو أوريباري
برونو أوريباري (بالإسبانية: Bruno Urribarri)‏ (6 نوفمبر 1986 في الأرجنتين - ) هو لاعب كرة قدم أرجنتيني في مركز الدفاع. لعب مع أتليتيكو رافائيلا وأرجنتينوس جونيورز وبوكا جونيورز وتيغري وريفر بليت ونادي أتليتيكو كولون ونادي أستيراس تريبوليس.

## روابط خارجية
- برونو أوريباري على موقع قاعدة بيانات كرة القدم.إي يو (الإنجليزية)
- برونو أوريباري على موقع Soccerway.com (الإنجليزية)
- برونو أوريباري على موقع AS.com (الإسبانية)